# Eupithecia mekrana
Eupithecia mekrana is een vlinder uit de familie spanners (Geometridae). De wetenschappelijke naam is voor het eerst geldig gepubliceerd in 1941 door Brandt.
De soort komt voor in van het zuidoosten van Europees Rusland in het noorden tot Saoedi-Arabië in het zuiden en van Turkije in het westen tot Afghanistan in het oosten.